# Germán Adrián Burgos
Germán Burgos, també conegut com a Mono Burgos, és un entrenador i exfutbolista argentí, que ocupava la posició de porter. Va néixer a Mar del Plata el 16 d'abril de 1969. Té la doble nacionalitat argentina i espanyola.

## Biografia futbolistica

### Jugador
Al seu país va començar a destacar a Ferro Carril Oeste, fins que el 1994 fitxa per River Plate. El 1999 passa a la competició espanyola, jugant primer al RCD Mallorca i posteriorment a l'Atlètic de Madrid, fins a la seua retirada el 2004.

### Entrenador
Durant la temporada 2006-2007 va ser entrenador de futbol infantil de l'Atlètic de Madrid. La següent temporada, 2007-2008, va ocupar el lloc de segon entrenador i entrenador de porters a l'"Associació Esportiva Alcorcón". Posteriorment, 2008-2010, tornà a l'Atlético de Madrid per ocupar el càrrec de segon entrenador de l'equip de 3a divisió.
Des del 29 de març de 2010 és entrenador del RCD Carabanchel, que milita a la divisió Primera Preferent de la Comunitat de Madrid.

## Selecció
Burgos va jugar 35 partits internacionals amb la selecció de l'Argentina. Amb lalbiceleste hi va participar en els Mundials de 1998 i 2002, a la Copa Amèrica de 1995 i 1999, i a la Copa Confederacions de 1995.

## Curiositats
- Va ser el protagonista de l'anunci publicitari que commemorava el retorn de l'Atlético de Madrid a primera divisió.
- Era dels pocs porters d'elit moderns que jugava amb gorra.
- Després de la seua retirada, ha fet de comentarista esportiu per a televisió i ràdio.

## Biografia musical
També ha desenvolupat una carrera de músic, dins de l'estil rocker. Ha tocat en diversos grups, con The Garb, que pren les seues inicials. Té tres discos editats: Jaque al Rey (1998), Farolera de Tribunas (2000) i Líneas calientes (2002).
El 1994 va formar un grup anomenat Simpatia el primer disc, "Escac al Rei", va sortir a la venda a 1999.
El 2000, van gravar "Fasolera de Tribunes".
El 2002, amb Germán ja a Madrid, la formació del grup va canviar i va passar a anomenar The Garb en honor de les inicials de l'arquer.
Al 26 de desembre de 2002 van presentar el tercer CD "Línies Calents".
El 2005, van gravar "Abismes".

### Discografia
- Jaque al rey (1999)
- Fasolera de tribunas (2000)
- Líneas calientes (2002)
- Abismos (2005)

1. ↑  Fernández, Jose I. «LA ENTREVISTA: Mono Burgos: “Cuando me dijo el doctor que tenía cáncer le dije: me opero el lunes, que este domingo tengo partido”», viernes, 25 julio 2008. [Consulta: 11 març 2025].
2. ↑  Colino, Jesús. «Burgos retoma el camino: ya fue primer entrenador hace 10 años» (en castellà), 04-06-2020. [Consulta: 11 març 2025].
3. ↑  Colino, Jesús. «Burgos, 18 partidos y 3 títulos como 'primer entrenador' del Atlético» (en castellà), 03-06-2020. [Consulta: 11 març 2025].
4. ↑  «Germán Burgos - Perfil de entrenador» (en castellà). [Consulta: 11 març 2025].